# 2019 UH12
2019 UH12 est une planète mineure du système solaire, plus précisément un objet transneptunien ayant une trajectoire inclinée et très excentrique. Cet astéroïde a en effet une orbite caractérisée par un demi-grand axe de 51,88 unités astronomiques, une excentricité de 0,800 et une inclinaison de 47 degrés. Il est donc kronocroiseur, ouranocroiseur, poséidocroiseur et Centaure.
Avec une magnitude absolue H de 10,8, sa taille doit être comprise entre 13 et 45 kilomètres.